# Riposto
Riposto (tiếng Sicilia: Ripostu) là một đô thị ở tỉnh Catania trong vùng Sicilia, có khoảng cách khoảng 170 km về phía đông của Palermo và cách khoảng 25 km về phía đông bắc của Catania. Tại thời điểm ngày 31 tháng 12 năm 2004, đô thị này có dân số 14.619 người và diện tích là 12,9 km².
Đô thị Riposto có các frazione (đơn vị cấp dưới) Torre Archirafi - Quartirello - Carrubba - Altarello - Archi - Praiola.
Riposto giáp các đô thị: Acireale, Giarre, Mascali.

## Di tích lịch sử
- Palazzo dei Principi Natoli